# 长兴街道 (广州市)
长兴街道，是中华人民共和国广东省广州市天河区下辖的一个乡镇级行政单位。

## 行政区划
长兴街道下辖以下地区：
长湴社区、乐意居社区居社区、岑村社区、天鹅社区、建丽社区、兴科社区、科艺社区和兴安社区。

## 交通

### 地铁
█广州地铁6号线：长湴站